# کوتسوکی موتوتسونا

محل جایگیری کوتسوکی موتوتسونا در نبرد سکیگاهارا و در کنار او واکیساکا یاسوهارو، اوگاوا سوکه‌تادا و آکازا نائویاسو، با رنگ زرد مشخص شده‌است.

کوتسوکی موتوتسونا (به ژاپنی: 朽木 元綱 Kutsuki Mototsuna) (۱۵۴۹ – ۱۲ اکتبر، ۱۶۳۲) یک دایمیو در دوره سنگوکو و اوایل دوره ادو بود. او ابتدا به شوگون‌سالاری آشیکاگا خدمت می‌کرد سپس به خدمت اودا نوبوناگا درآمد. وی پسر کوتسوکی هاروتسونا بود. پدر وی در سال ۱۵۵۰ در جنگ کشته شد و او که دو سال داشت جانشین پدرش شد. در سال ۱۵۵۳ میلادی سیزدهمین شوگون آشیکاگا یوشی‌ترو توسط خاندان میوشی از پایتخت رانده شد و به مانند پدرش به منطقه کوتسوکی، شیگا پناه آورد. در سال ۱۵۶۶ بخش تاکاشیما، شیگا در ولایت اومی توسط آزای ناگاماسا مورد حمله قرار گرفت و موتوتسونا مجبور شد گروگان به خاندان آزای بفرستد. در سال ۱۵۶۸ سوگندنامه ای مابین او و خاندان آزای ردوبدل شد که بلافاصله توسط وی شکسته شد.
در سال ۱۵۷۰ میلادی در زمان محاصره کانگاساکی (۱۵۷۰) بنابر توصیه ماتسوناگا هیساهیده به عقب‌نشینی و عبور اودا نوبوناگا از منطقه 
کوتسوکی کمک کرد و از آن پس به خدمت نوبوناگا درآمد.
در سال ۱۶۰۰ در نبرد سکیگاهارا، در آغاز در جناح ایشیدا میتسوناری و با نیروی متعلق به اوتانی یوشیتسوگو می‌جنگید. با این حال، پس از خیانت کوبایاکاوا هیده‌آکی، موتوتسونا، همراه با واکیساکا یاسوهارو، اوگاوا سوکه‌تادا و آکازا نائویاسو، به میتسوناری خیانت کرد. به این دلیل بعد از جنگ، ایه‌یاسو اجازه داد او به املاک خود برگردد.